# Stránecká Zhoř

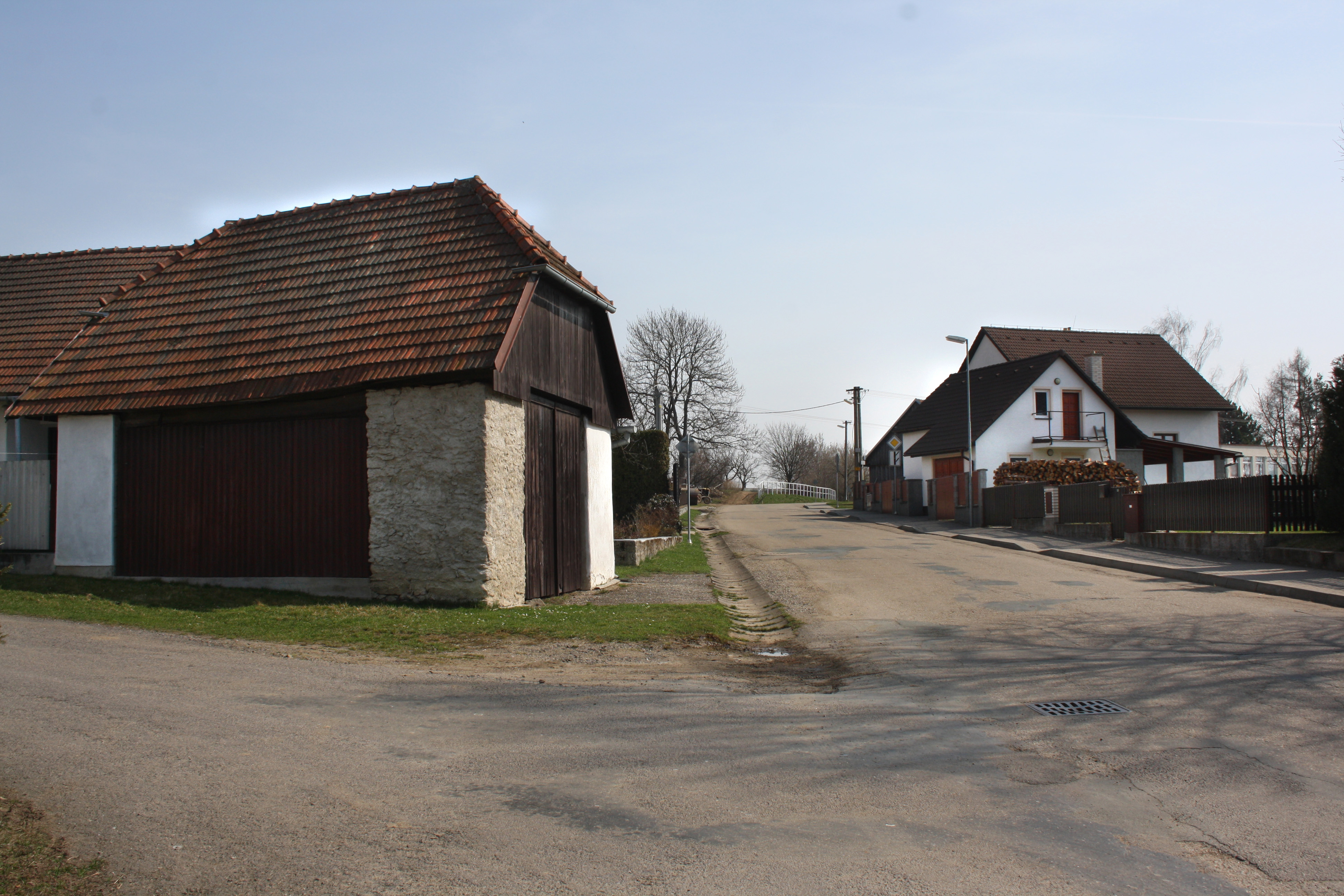
Stránecká Zhoř

Stránecká Zhoř (deutsch Zhorz Straneczka, 1940–45 Shorsch bei Wollein) ist eine Gemeinde in Tschechien. Sie liegt sieben Kilometer nordwestlich von Velké Meziříčí und gehört zum Okres Žďár nad Sázavou.

## Geographie
Stránecká Zhoř befindet sich im Süden der Böhmisch-Mährischen Höhe am Flüsschen Balinka. Nördlich und östlich des Ortes liegen mehrere Teiche, der größte davon ist der Borek. Im Osten erhebt sich der Kopec (534 m), südöstlich der Na Babách (527 m).
Nördlich des Ortes führt die Autobahn D1 vorbei, die nächste Abfahrt ist die 141 Velké Meziříčí-západ.
Nachbarorte sind Netín im Norden, Kochánov im Nordosten, Lavičky im Osten, Hrbov und Svařenov im Südosten, Frankův Zhořec und Otín im Süden, Nová Zhoř und Geršov im Südwesten, Chlumek und Pustina im Westen sowie Měřín und Blízkov im Nordwesten.

## Geschichte
Die im Grenzgebiet zwischen der Herrschaft Meziříčí und der Propstei Wollein gelegene Ansiedlung Zhoř entstand wahrscheinlich zum Ende des 13. Jahrhunderts. Die erste urkundliche Erwähnung erfolgte 1376, als der Vladike Ondřej Nelepa von Zhoř die Einkünfte aus dem Dorf seiner Frau Anna überschrieb. Nachdem Nelepa 1385 von Albert und Jiří von Bítov die Feste und den Hof Ratibořice erworben hatte, verlegte er seinen Sitz dorthin und verkaufte 1386 das Dorf Nelepina Zhoř einschließlich der Feste und des Freihofes an Jan von Meziříčí. Weitere Anteile an Zhoř und den Wald Ochoza zwischen Zhoř und Kochánov hielten im Jahre 1406 Markéta von Pohořílky und ihr zweiter Mann Jan Vidlák. Wegen des durch die von Jan von Meziříčí angelegten Netíner Teiche überfluteten Landes brach ein langwieriger Streit zwischen der Herrschaft Meziříčí und dem Kloster Třebíč aus. Dieser wurde 1414 dadurch beigelegt, dass Lacek von Krawarn auf Meziříčí das Dorf Zhoř im Austausch gegen die Teichflächen dem Kloster überließ. Der Trebitscher Abt Matthäus überließ 1462 das nach seinem vorherigen Pächter nunmehr als Pivcova Zhoř bezeichnete Dorf pfandweise an die Brüder Jan und Jiří von Šeborov. Zwei Jahre später erhielt Jiří auch den Wald Ochoza. Danach wechselten die Besitzer von Pivcova Zhoř häufig. 1491 erwarb Wilhelm II. von Pernstein das Dorf. Sein Enkel Vratislav von Pernstein überließ Pivcova Zhoř 1554 an Jan d. Ä. Stránecký von Stránec († 1572). 1556 erhob Ferdinand I. die Herrschaft Měřín zum Allodialbesitz Vratislav von Pernsteins und wenig später wurde der Eigentümerwechsel auch in der Landtafel eingeschrieben. Jan Stránecký reichte Měřín an seinen Freund Bohuš Zápský von Zápy weiter und behielt nur Pivcova Zhoř. Nachdem Zápský 1557 plötzlich verstorben war, fiel Měřín wieder an Stránecký zurück. Er reichte die Měříner Güter 1559 an die Brüder Johann und Raphael Chraustenský von Malowar auf Deutsch Rudoletz weiter, über die er zuvor zusammen mit Zápský die Vormundschaft ausgeübt hatte.
Jan Stránecký kaufte 1557 noch den Freihof in Pivcova Zhoř von Jiří Vencelík von Vrchovišť hinzu und vergrößerte seine Herrschaft. An Stelle der alten Feste ließ er ein Schloss errichten. In Pivcova Zhoř ließ er eine Brauerei anlegen und erwarb die Freimühle Frankův Zhořec. 1567 ersuchte Stránecký bei Kaiser Maximilian II. um die Erhebung von Pivcova Zhoř zur Minderstadt und das Marktrecht. Drei Jahre später erneuerte er sein Gesuch und wurde wiederum abschlägig beschieden. Nach seinem Tode verwaltete seine Witwe Anna Bošovský von Polánka die Güter für die Söhne Aleš und Oldřich. 1586 übernahm sein älterer Sohn Oldřich die Herrschaft. Er ließ in Pavlínov die Feste Nový Pavlínov anlegen und überließ Pivcova Zhoř 1587 seinem Bruder Aleš. Nach Oldřichs Tod fiel auch Pavlínov Aleš zu und die Herrschaft Zhoř war wieder vereinigt.
Gemeinsam mit Wilhelm Dubský von Třebomyslice übernahm Aleš Stránecký von 1597 bis 1605 die Vormundschaft über die Kinder seines verstorbenen Freundes Johann Chraustenský von Malowar und verwaltete die Herrschaft Deutsch Rudoletz. Aleš Stránecký beteiligte sich aktiv am Ständeaufstand. Nach der Schlacht am Weißen Berg wurden seine Güter 1621 konfisziert und während des Verfahrens verstarb Stránecký. Seine Erben erhielten 10.000 Gulden und die Herrschaft als Ausgleich für eine kaiserliche Schuld an Stephan Schmid von Freihofen übergeben. Schmid verkaufte die Güter unmittelbar danach an die Augsburger Patrizier Maximilian Fleckhammer von Aystetten. Nachfolgende Besitzer waren Johann Zechlin von Zechlinweiler und der kaiserliche Hofrat Johann Kielmann von Kielmannsegg. Dieser überließ die Herrschaft 1653 auf kaiserlichen Wunsch dem Konvent der Unbeschuhten Karmeliter der hl. Anna in Mannersdorf. Der Orden zeigte an der Herrschaft wenig Interesse und verpachtete Pivcova Zhoř an die Grafen Collalto auf Cerna und Deutsch Rudoletz. Diese ließen 1664 das Schloss umbauen. 1680 wurde die Herrschaft Pivcova Zhoř an Rudolf Graf Rabatta zu Dornberg und Canal verkauft. Sein Sohn Rudolf Wenzel verkaufte den Besitz 1695 an Johann Dietrich Ritter zu Rumerskirch auf Průhonice und Beranov. Nach dessen Tode fiel Zhoř 1711 an seinen Sohn Karl Josef zu Rumerskirch. Dieser musste jedoch seinen Brüdern die 1707 im väterlichen Testament festgelegten Anteile auszahlen. Da dies nicht erfolgte, verfügte der königliche Gerichtshof 1728 die Versteigerung der Herrschaft an den Meistbieter. Für 112.000 Gulden erwarb 1729 Franz Graf Ugarte Stránecká Zhoř und schloss sie an seine Herrschaft Velké Meziříčí an. Damit verlor das Schloss auch seine Funktion als Adelssitz und diente fortan als Wirtschaftshof zur Verwaltung der Güter.
Nach der Aufhebung der Patrimonialherrschaften bildete Stránecká Zhoř ab 1850 einen Ortsteil der Gemeinde Votín in der Bezirkshauptmannschaft Velké Meziříčí. Zwischen 1849 und 1859 wurde in der Umgebung des Dorfes Eisenerz gefördert, das in der Eisenhütte Pernštejn verarbeitet wurde. Nach 1910 entstand die politische Gemeinde Stránecká Zhoř mit dem Ortsteil Nová Zhoř. Zu Beginn des Jahres 1961 wurde Stránecká Zhoř dem Okres Žďár nad Sázavou zugeordnet und zugleich Kochánov und Frankův Zhořec, das zuvor zu Uhřínov gehört hatte, eingemeindet. Zwischen 1980 und 1990 war Stránecká Zhoř ein Teil der Gemeinde Měřín. Seit 1998 führt Stránecká Zhoř ein Wappen, dessen Mittelpunkt die gepfeilte Taube der Stránecký von Stránec bildet.

## Gemeindegliederung
Die Gemeinde Stránecká Zhoř besteht aus den Ortsteilen Frankův Zhořec (Franko Zhoretz, 1940–45 Frankenheid), Kochánov (Kochanow, 1940–45 Kochans), Nová Zhoř (Neu Zhorz, auch Neu Shorsch) und Stránecká Zhoř (Zhorz Straneczka, 1940–45 Shorsch bei Wollein), die zugleich auch Katastralbezirke bilden.

## Sehenswürdigkeiten

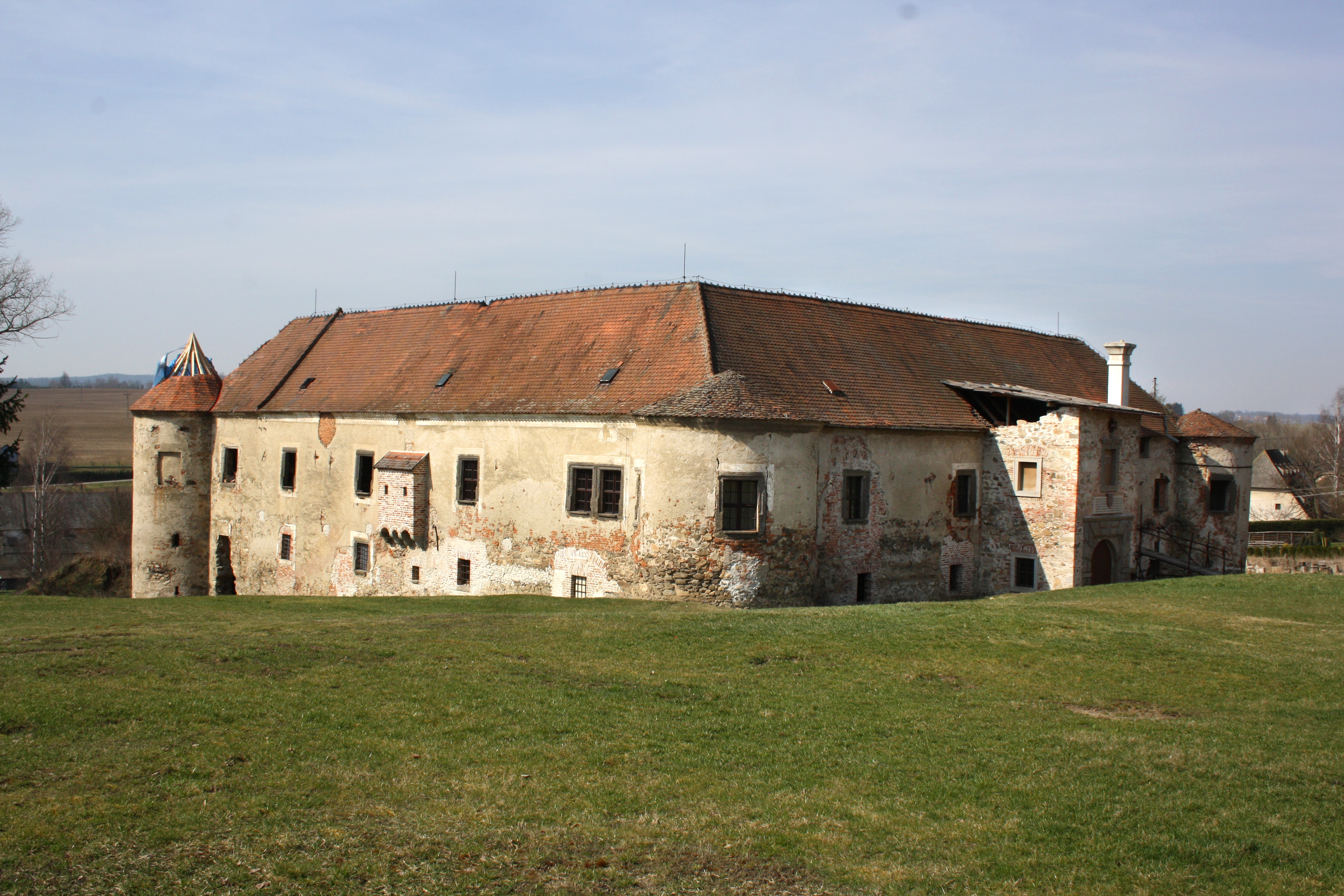
Schloss Stránecká Zhoř

- Schloss Stránecká Zhoř, das im 16. Jahrhundert unter Jan d. Ä. Stránecký von Stránec anstelle einer alten Feste errichtete Bauwerk verlor 1729 seine Funktion als herrschaftlicher Sitz und diente danach als Wirtschaftshof. 1908 erbte Franz Graf Harrach die Güter. Am 2. März 1943 brannte das Schloss aus. Nach dem Wiederaufbau wurde es an die Gutsverwaltung Rantířov angeschlossen. 1948 wurde das Schloss als Besitz von Josephine Gräfin Podstatzky-Lichtenstein, geborene Harrach, konfisziert und zwischen 1952 und 1963 als landwirtschaftliche Berufsschule genutzt. Anschließend gehörte es zur landwirtschaftlichen Genossenschaft Měřín, die es auch nach der Übertragung an den örtlichen Nationalausschuss (MNV) weiter nutzte. Während dieser Zeit verkam das Schloss völlig. Am 1. Dezember 1999 kaufte die Nova Militia Iesu Christi – Orden der Christusritter das Schloss. Der Orden errichtete darin ein Büro, ansonsten ist das Schloss seitdem eine Baustelle.
- Reste des Schlossbrunnens aus dem Jahre 1684, daran befindet sich als Wasserspeier ein steinerner Männerkopf mit der Inschrift Das ist der Kopf und Gesicht des Lampauer.
- Kornspeicher aus dem 18. Jahrhundert, heute ruinös
- Kapelle des hl. Benedikt
- Fünfzackiger Stein mit lateinischem Kreuz und Jahreszahl 1707, am Wasserwerk
- Mühle an der Balinka
- Kapelle des Kyrill und Method in Kochánov, errichtet 1879

## Persönlichkeiten
- Františka Stránecká, eigentlich Františka Všetečková (1839–1888), die Schriftstellerin verlebte ab 1848 ihre Jugend in Stránecká Zhoř und gab sich später das Pseudonym Stránecká